# Dyckia stenophylla
Dyckia stenophylla är en gräsväxtart som beskrevs av Lyman Bradford Smith. Dyckia stenophylla ingår i släktet Dyckia och familjen Bromeliaceae. Inga underarter finns listade i Catalogue of Life.